# Albert Edward Hall
Albert Edward Hall, noto anche come Bert Hall (Stourbridge, 21 gennaio 1882 – Stourbridge, 17 ottobre 1957), è stato un calciatore inglese, di ruolo attaccante.

## Carriera
Ha collezionato più di 200 presenze con la maglia dell'Aston Villa.

## Palmarès

### Club

#### Competizioni nazionali
- Campionato inglese: 1

Aston Villa: 1909-1910
- Coppa d'Inghilterra: 2

Aston Villa: 1904-1905, 1912-1913